# Patrice Loko
Patrice Loko (Sully-sur-Loire, Francia, 6 de febrero de 1970) es un futbolista francés retirado. Jugó como delantero y fue el máximo goleador de la Division 1 con el FC Nantes.

## Trayectoria
Nacido en 1970 en Sully-sur-Loire, en una familia de ascendencia congolesa. Su padre, Pascal Loko, que también había sido futbolista, fue el principal mentor de su carrera deportiva, así como la de su hermano William Loko, también futbolista profesional.
Tras dar los primeros pasos en equipos infantiles de su localidad, Patrice Loko ingresó en los cadetes del FC Nantes, club donde inició su carrera profesional, debutando en la Division 1 el 22 de abril de 1989, en un encuentro ante el Girondins de Burdeos. 
En 1992 Loko sufrió la muerte prematura de su hijo por leucemia, un trágico suceso que determinaría su fragilidad psicológica en años próximos.
En el Nantes, Loko formó una histórica delantera con Nicolas Ouédec y Reynald Pedros, que llevarían al club canario a una edad dorada en la primera mitad de los años noventa. En 1993 el Nantes fue quinto en la Liga y subcampeón de la Copa de Francia; el buen rendimiento de Loko le abrió las puertas de la selección nacional esa misma temporada. Tras perderse parte de la siguiente campaña por una lesión, en 1995 ganó la Liga siendo, además, el máximo anotador del torneo con 22 goles en 37 partidos. El equipo también alcanzó los cuartos de final de la Copa de la UEFA, la mejor actuación en la historia del club en dicha competición.
Al término de esa temporada Loko fue ingresado temporalmente en un centro psiquiátrico por desórdenes mentales, tras protagonizar incidentes violentos en una sala de fiestas. A pesar de ello, ese mismo verano pudo cumplir su sueño de   fichar por el Paris Saint Germain, por entonces uno de los clubes más potentes del país. En su primera temporada con los parisinos conquistó la Recopa de Europa -primer y único título europeo en la historia del club-, siendo Loko titular en la final. 
La campaña 1996-97 Loko fue el máximo goleador del club parisino (15 goles en liga y 4 en la Recopa) aunque el equipo se quedó a las puertas de los títulos: subcampeón de liga y de la Recopa de Europa. Loko volvió a ser titular en la final europea, aunque en esta ocasión los franceses se vieron superados por el Fútbol Club Barcelona de Ronaldo.
El verano de 1997 vivió nuevamente una depresión, que le mantuvo alejado de los terrenos de juego, aunque regresó en el tramo final de la temporada, a tiempo para disputar la final de la Copa de la Liga ante el Girondins de Burdeos. A pesar de salir como suplemente a 16 minutos del final, Loko tuvo un papel decisivo en el título, dando dos asistencias de gol que forzaron la tanda de penales, en la que él anotó el último y decisivo lanzamiento. Ese año fue también campeón de Copa (cuya final no disputó) y de la Supercopa.
La temporada 1998-99 perdió la titularidad con la llegada de Artur Jorge al banquillo parisino, por lo que en el mercado de invierno abandonó el PSG para recalar en el FC Lorient. En el club bretón resurgió como goleador, siendo el máximo anotador del equipo. Consiguió 9 goles en sólo 20 partidos, pero fueron insuficientes para evitar el descenso a la Division 2. Para seguir en la máxima categoría, el verano de 1999 firmó por el Montpellier HSC, donde se reencontró con sus excompañeros del Nantes, Ouedec y Pedros, aunque nunca llegaron a jugar los tres juntos. La temporada empezó con el título de la Copa Intertoto; sin embargo, el Montpellier terminó perdiendo la categoría.
Tras iniciar la temporada 2000-01 en segunda división, en el mercado de invierno regresó a la máxima categoría al incorporarse a las filas del Olympique de Lyon. Con el club lionés fue subcampeón de Liga y campeón de la Copa de la Liga, aunque, a nivel personal, apenas dispuso de oportunidades para jugar y abandonó el equipo al término de la temporada. 
La campaña 2001-02 pasó por el Troyes AC, con el que disputó la Copa de la UEFA tras quedar campeón de la Intertoto. El Troyes logró esa temporada una meritoria séptima plaza, y Loko fue el segundo máximo realizador de su equipo, con ocho goles.
Tras finalizar su contrato con el Troyes, el verano de 2002 regresó al FC Lorient para jugar en la Ligue 2. En el club bretón jugó hasta enero de 2004, cuando firmó un contrato de seis meses con el AC Ajaccio, nuevamente en la máxima categoría. Al término de esa temporada, con 34 años, siguió entrenando con un conjunto de Vannes para no perder la forma, hasta que decidió colgar las botas definitivamente, a pesar de tener ofertas de varios clubes de ligas menores.
A lo largo de su carrera, jugó 351 partidos en la Primera División, en los que anotó 90 goles, además de 21 tantos anotados en sus 48 partidos en competiciones europeas.
Tras su retirada ha sido entrenador de equipos amateurs y de fútbol base.

## Selección nacional
Ha sido internacional con la Selección de fútbol de Francia en 26 partidos, en los que anotó 7 goles. Su debut se produjo el 17 de febrero de 1993 en Tel Aviv en un encuentro de clasificación para la Copa del Mundo ante Israel. Loko saltó al campo a falta de ocho minutos, substituyendo a Bixente Lizarazu. Cabe reseñar, sin embargo, que Loko ya había vestido la camiseta de los Bleus el 19 de enero de 1993, en un partido amistoso no oficial ante el Sporting de Portugal.
Participó con el combinado galo en la Eurocopa de 1996, donde alcanzó las semifinales. Loko se alineó en cinco partidos del torneo y marcó un gol. 
El 7 de junio de 1997 defendió por última vez los colores de Francia, en un amistoso ante Inglaterra.
Posteriormente, participó en dos partidos de homenaje: en 2000, cuando Francia se enfrentó a una selección Mundial, y en 2004, en el partido Francia - Brasil disputado para conmemorar el centenario de la FIFA.
También fue internacional con los equipos inferiores de la selección francesa, desde la categoría de cadetes.

## Clubes
| Club                | País    | Año         | Partidos | Goles |
| FC Nantes           | Francia | 1988 - 1995 | 180      | 41    |
| Paris Saint Germain | Francia | 1995 - 1998 | 84       | 23    |
| FC Lorient          | Francia | 1998 - 1999 | 20       | 9     |
| Montpellier HSC     | Francia | 1999 - 2000 | 27       | 8     |
| Olympique de Lyon   | Francia | 2001        | 2        | 0     |
| Troyes AC           | Francia | 2001 - 2002 | 27       | 8     |
| FC Lorient          | Francia | 2002 - 2004 | 48       | 10    |
| AC Ajaccio          | Francia | 2004        | 13       | 1     |

## Palmarés

### Campeonatos nacionales
| Título               | Club                | País    | Año  |
| -------------------- | ------------------- | ------- | ---- |
| Ligue 1              | FC Nantes           | Francia | 1995 |
| Copa de la Liga      | Paris Saint Germain | Francia | 1998 |
| Copa de Francia      | Paris Saint Germain | Francia | 1998 |
| Supercopa de Francia | Paris Saint Germain | Francia | 1998 |
| Copa de la Liga      | Olympique de Lyon   | Francia | 2001 |

### Copas internacionales
| Título         | Club            | País    | Año  |
| -------------- | --------------- | ------- | ---- |
| Copa Intertoto | Montpellier HSC | Francia | 1999 |
| Copa Intertoto | Troyes AC       | Francia | 2001 |

### Distinciones individuales
| Distinción                       | Año  |
| -------------------------------- | ---- |
| Máximo goleador de la Division 1 | 1995 |